# Patrick Bruel
Patrick Bruel, właśc. Patrick Maurice Benguigui (ur. 14 maja 1959 w Tlemcen w Algierii) – francuski piosenkarz, kompozytor, aktor i mistrz świata w pokerze z roku 1998.

## Życiorys

### Wczesne lata
Urodził się w Tilimsan, w północno-zachodniej Algierii, w rodzinie żydowskiej jako syn Pierre’a Benguigui i Augusty Kammoun, córki Élie'a i Céline Ben Sidoun. W 1960 roku rodzice rozwiedli się. Wychowywany był przez matkę, nauczycielkę, która później ponownie wyszła za mąż za Philippe’a Moreau, syna lekarza René Moreau, z którym miała dwóch synów, przyrodnich braci Patricka – Davida (ur. 14 lutego 1972) i Fabrice’a (ur. 25 lipca 1975).
W 1962 roku, po uzyskaniu przez Algierię niepodległości, jego rodzina przeniosła się do Francji. Wychowywał się w Argenteuil pod Paryżem. W wieku pięciu lat, zainteresował się muzyką i zafascynowali go Jacques Brel, Georges Brassens i Serge Gainsbourg. Później, jako nastolatek, na spotkaniach z przyjaciółmi grywał na gitarze kompozycje tych artystów. W 1965 roku, po obejrzeniu przedstawienia Idiota Dostojewskiego, stał się pasjonatem teatru. Pomimo zakazu rodziców, w wieku 14 lat, udał się do Brukseli, aby zobaczyć koncert grupy The Rolling Stones. Słuchał także zespołów rockowych takich jak Led Zeppelin czy Deep Purple.
Uczęszczał do prestiżowego liceum im. Henryka IV (Lycée Henri-IV) w Paryżu. Planował karierę piłkarską, ale w 1975 r., po obejrzeniu w Olympii koncertu Michela Sardou, postanowił zostać piosenkarzem.

### Kariera filmowa i muzyczna
Zadebiutował jako Paulo Narboni w komediodramacie Le Coup de sirocco (1979) u boku Rogera Hanina i Marie-Anne Chazel. Wystąpił też w niewielkiej roli Louisa w amerykańsko-niemieckiej komedii romantycznej w reżyserii Sydneya Pollacka Sabrina z Harrisonem Fordem i Julią Ormond. W Polsce najbardziej jest znany z roli François Pignona w komedii przygodowej Francisa Vebera Jaguar (Le Jaguar, 1996) z udziałem Jeana Reno, Patricii Velásquez i Danny’ego Trejo. Grywał zarówno w filmach kinowych i telewizyjnych, jak i w teatrze. W 1987 wydał pierwszą płytę – De face.
Lata 90. przyniosły wielką falę popularności artysty, nie tylko we Francji, ale i w innych krajach europejskich. Fenomen ten nazwano Bruelmanią.
W 2003 Bruel oficjalnie zmienił nazwisko na Bruel Benguigui.
Oprócz śpiewania jego drugą pasją jest profesjonalna gra w pokera. Dzięki temu jego majątek znacznie się powiększył. Brał udział w wielu zawodach, głównie we Francji. Podczas oficjalnych gier w swojej karierze pokerzysty zarobił ponad milion dolarów, a jego najbardziej udaną grą był World Series of Poker w maju 1998 roku, kiedy inwestując 5000 dolarów  zakończył grę z kwotą 224 tys. dolarów.

### Życie prywatne
21 września 2004 ożenił się z Amandą Sthers (właśc. Amanda Maruani), z którą ma dwóch synów: Oscara (ur. 19 sierpnia 2003) i
Leona (ur. 28 września 2005). Jednak w 2008 roku doszło do separacji, co potwierdził w wywiadzie w magazynie Voici.

## Dyskografia

### Albumy

#### albumy studyjne
| Rok  | Album                            | Wykres | Wykres   | Wykres   | Wykres | Wykres |
| Rok  | Album                            | FR     | BEL (Wa) | BEL (Fl) | SWI    | NL     |
| ---- | -------------------------------- | ------ | -------- | -------- | ------ | ------ |
| 1982 | Vide                             | –      | –        | –        | –      | –      |
| 1984 | De face                          | 32     | –        | –        | –      | –      |
| 1989 | Alors, regarde                   | 1      | –        | –        | –      | 35     |
| 1994 | Bruel                            | 2      | –        | –        | –      | 47     |
| 1995 | Plaza de los héroes              | –      | –        | –        | –      | –      |
| 1999 | Juste avant                      | 1      | 1        | –        | 32     | 43     |
| 2002 | Entre deux                       | 1      | 1        | –        | 2      | 49     |
| 2006 | Des Souvenirs devant             | 1      | 1        | –        | 6      | 69     |
| 2012 | Lequel de nous                   | 1      | 1        | 58       | 7      | –      |
| 2015 | Très souvent, je pense à vous... | 5      | 4        | 119      | 6      | –      |

#### albumy Live
| Rok  | Album                     | Wykres | Wykres   | Wykres   | Wykres | Wykres |
| Rok  | Album                     | FR     | BEL (Wa) | BEL (Vl) | SWI    | NL     |
| ---- | ------------------------- | ------ | -------- | -------- | ------ | ------ |
| 1987 | À tout à l'heure          | –      | –        | –        | –      | –      |
| 1991 | Si ce soir...             | 1      | –        | –        | –      | 51     |
| 1995 | On s'était dit...         | 25     | 9        | –        | –      | –      |
| 2001 | Rien ne s'efface...       | 2      | 1        | –        | 12     | –      |
| 2003 | Entre deux à l'Olympia    | 21     | 16       | –        | –      | –      |
| 2007 | Des Souvenirs... ensemble | 12     | 8        | –        | 45     | –      |
| 2009 | Seul... ou presque        | 9      | 3        | –        | 41     | –      |
| 2014 | Live 2014                 | 6      | 4        | 119      | 25     | –      |

#### Składanki
| Rok  | Album                  | Wykres | Wykres   | Wykres |
| Rok  | Album                  | FR     | BEL (Wa) | SWI    |
| ---- | ---------------------- | ------ | -------- | ------ |
| 2001 | L'Essentiel            | 81     | –        | –      |
| 2003 | Les Talents essentiels | 23     | –        | –      |
| 2004 | Puzzle                 | 1      | 2        | 21     |
| 2007 | S'laisser aimer (3 cd) | –      | –        | –      |

### Single
| Rok  | Tytuł singla                                                                      | Wykres | Wykres   | Wykres | Wykres | Album                         |
| Rok  | Tytuł singla                                                                      | FR     | BEL (Wa) | SWI    | NL     | Album                         |
| ---- | --------------------------------------------------------------------------------- | ------ | -------- | ------ | ------ | ----------------------------- |
| 1984 | „Marre de cette nana-là !”                                                        | –      | –        | –      | –      | De face                       |
| 1985 | „Comment ça va pour vous ?”                                                       | 27     | –        | –      | –      | De face                       |
| 1986 | „Non, j'veux pas”                                                                 | –      | –        | –      | –      | De face                       |
| 1986 | „J'roule vers toi”                                                                | –      | –        | –      | –      | De face                       |
| 1987 | „Tout l'monde peut s'tromper”                                                     | –      | –        | –      | –      | De face                       |
| 1989 | „Casser la voix”                                                                  | 3      | –        | –      | 77     | Alors regarde                 |
| 1990 | „J'te l'dis quand même”                                                           | 12     | –        | –      | –      | Alors regarde                 |
| 1990 | „Alors regarde”                                                                   | 3      | –        | –      | –      | Alors regarde                 |
| 1991 | „Place des grands hommes...”                                                      | 4      | –        | –      | –      | Alors regarde                 |
| 1991 | „Décalé”                                                                          | 15     | –        | –      | 66     | Alors regarde                 |
| 1991 | „Qui a le droit...” (Live)                                                        | 1      | –        | –      | –      | Si ce soir...                 |
| 1992 | „Casser la voix” (Live)                                                           | –      | –        | –      | 8      | Si ce soir...                 |
| 1992 | „J'te l'dis quand même” (Live)                                                    | –      | –        | –      | 45     | Si ce soir...                 |
| 1992 | „Décalé” (Live) (Patrick Bruel i Mariza Corréa)                                   | –      | –        | –      | 70     | Si ce soir...                 |
| 1992 | „Elle m'regardait comme ça”                                                       | –      | –        | –      | 82     | Alors regarde / Si ce soir... |
| 1994 | „Bouge!”                                                                          | 22     | –        | –      | –      | Bruel                         |
| 1994 | „Combien de murs...”                                                              | 8      | –        | –      | –      | Bruel                         |
| 1994 | „Pars pas...”                                                                     | –      | –        | –      | –      | Bruel                         |
| 1995 | „J'suis quand même là”                                                            | –      | –        | –      | –      | Bruel                         |
| 1996 | „Pour exister” (Live)                                                             | –      | 18       | –      | –      | On s'était dit...             |
| 1999 | „J'te mentirais...”                                                               | –      | –        | –      | 81     | Juste avant                   |
| 2000 | „Pour la vie”                                                                     | 13     | 22       | 90     | 92     | Juste avant                   |
| 2000 | „Au Café des délices”                                                             | 13     | 20       | –      | –      | Juste avant                   |
| 2000 | „Tout s'efface”                                                                   | 36     | 32       | –      | 95     | Juste avant                   |
| 2002 | „Mon Amant de Saint Jean”                                                         | 14     | 33       | –      | –      | Entre deux                    |
| 2002 | „La Complainte de la butte” (Patrick Bruel & Francis Cabrel)                      | 48     | –        | –      | –      | Entre deux                    |
| 2002 | „Ménilmontant” (Patrick Bruel & Charles Aznavour)                                 | –      | –        | –      | –      | Entre deux                    |
| 2006 | „J'm'attendais pas à toi”                                                         | –      | 39       | –      | –      | Des Souvenirs devant          |
| 2008 | „Raconte-moi”                                                                     | –      | 68       | –      | –      | Des Souvenirs... ensemble     |
| 2009 | „Combien de murs...” (Live)                                                       | –      | –        | –      | –      | Seul... ou presque            |
| 2012 | „Lequel de nous”                                                                  | 35     | 32       | –      | –      |                               |
| 2015 | „Pourquoi ne pas y croire...” (Patrick Bruel, Youness El Guezouli & Idan Raichel) | 168    | –        | –      | –      |                               |
| 2015 | „Corsica” (Patrick Fiori & Patrick Bruel)                                         | 31     | –        | –      | –      |                               |

Nagrania gościnne
| Rok  | Tytuł singla                                                                       | Wykres | Wykres   | Wykres | Wykres | Album                                    |
| Rok  | Tytuł singla                                                                       | FR     | BEL (Wa) | SWI    | NL     | Album                                    |
| ---- | ---------------------------------------------------------------------------------- | ------ | -------- | ------ | ------ | ---------------------------------------- |
| 2006 | „Dit is mijn stem (Casser la voix)” (Xander de Buisonjé i Patrick Bruel)           | –      | –        | –      | 64     | Succes (Xander de Buisonjé album)        |
| 2009 | „Je n'attendais que vous” (Christophe Maé, Catherine Lara, Maurane, Patrick Bruel) | –      | 38       | –      | –      | 2009: Les Enfoirés font leur cinéma      |
| 2010 | „Parce que c'est toi” (Grégoire, Zazie, Patrick Bruel, Natasha St-Pier)            | –      | 30       | –      | –      | 2010: Les Enfoirés... la crise de nerfs! |
| 2013 | „Un arc en ciel” (Téléthon 2013) (Bénabar, Bruel, Cali & Marina )                  | 1      | –        | –      | –      |                                          |

## Odzanczenia
- Kawaler Orderu Narodowego Zasługi[16]
- Kawaler Orderu Narodowego Quebecu[17]